# Пришвин, Михаил Михайлович
Михаи́л Миха́йлович При́швин (23 января (4 февраля) 1873, Хрущёво-Лёвшино, Елецкий уезд, Орловская губерния, Российская империя — 16 января 1954, Москва, СССР) — русский и советский писатель, прозаик и публицист, военный корреспондент, путешественник, фотограф, краевед, педагог. В своём творчестве исследовал важнейшие вопросы человеческого бытия, размышляя о смысле жизни, о религии, взаимоотношениях мужчины и женщины, о связи человека с природой. Своё место в литературе Пришвин определил так: «Розанов — послесловие русской литературы, я — бесплатное приложение. И всё…».

## Биография
Родился 23 января (4 февраля) 1873 года (после принятия в России григорианского календаря считал днём своего рождения 5 февраля) в селе Хрущёво-Лёвшино, купленном в своё время его дедом, елецким купцом первой гильдии Дмитрием Ивановичем Пришвиным. В семье было пятеро детей: Александр, Николай, Сергей, Лидия и Михаил.
Мать — Мария Ивановна (1842—1914, урождённая Игнатова). Отец будущего писателя Михаил Дмитриевич Пришвин после семейного раздела получил во владение имение Констандылово и денежные средства; разводил орловских рысаков, выигрывал призы на бегах, занимался садоводством и цветами, был страстным охотником.
Отец, проигравшись в карты, в погашение долга продал конный завод и заложил имение. Он умер, разбитый параличом, когда будущему писателю было семь лет. В романе «Кащеева цепь» Пришвин рассказывает, как здоровой рукой отец нарисовал ему «голубых бобров» — символ мечты, которой он не смог достичь. Матери будущего писателя, Марии Ивановне, происходившей из старообрядческого рода Игнатовых и оставшейся после смерти мужа с пятью детьми на руках и с имением, заложенным по двойной закладной, удалось выправить положение и дать детям достойное образование.
В 1882 году Михаила отдали учиться в начальную деревенскую школу, в 1883 году он был принят в первый класс Елецкой классической гимназии, где учился в одном классе с академиком Н. А. Семашко и сохранил с ним дружеские отношения до конца жизни. Однако за шесть лет учёбы Пришвин дошёл только до четвёртого класса. Вступив в конфликт с учителем географии В. В. Розановым, был отчислен из гимназии 20 марта 1889 года по постановлению Педагогического совета от 18 марта: «За нарушение дисциплины, выразившееся в угрозах и грубости учителю в присутствии класса». Братья Михаила учились успешно и получили образование: старший, Николай, стал акцизным чиновником, Александр и Сергей — врачами. В дальнейшем М. Пришвин, проживая в Тюмени у своего дяди — купца И. И. Игнатова, владельца Жабынского судостроительного завода, вполне показал умение учиться.
В 1893 году после окончания Тюменского Александровского реального училища, не поддавшись уговорам бездетного дяди унаследовать его дело, Пришвин уехал в Елабугу и сдал там экстерном экзамены за полный курс классической гимназии. Осенью того же года поступил на химико-агрономическое отделение химического факультета Рижского политехникума. 13 сентября 1893 года вступил в русскую студенческую корпорацию Fraternitas Arctica и до своего отчисления был её коммильтоном (так называли активных полноправных членов корпорации в отличие от фуксов — новичков, неполноправных членов). Летом 1896 года, нуждаясь в деньгах, решил подработать на летних каникулах и выехал вместе со студентами-химиками на Кавказ для борьбы с вредителем виноградников — филлоксерой, занесённой в Россию из Европы. На целый месяц будущий писатель попал в среду бурных дискуссий между народниками и марксистами. Вернувшись в Ригу, Пришвин начал участвовать в деятельности одного из марксистских студенческих кружков, организованных В. Д. Ульрихом (отцом В. В. Ульриха). За связь с социал-демократической организацией, увлечение марксизмом, перевод книги А. Бебеля «Женщина и социализм» в 1897 году Пришвин был арестован и помещён в Лифляндскую губернскую тюрьму, где он пробыл полгода. Затем около полугода просидел в одиночной камере Митавской тюрьмы. Следствие по его делу вёл товарищ прокурора М. И. Трусевич. По суду Пришвина приговорили к году тюремного заключения с последующей высылкой на родину. Предварительное лишение свободы было зачтено, и Пришвин вернулся в Хрущёво под гласный надзор полиции с запретом проживать в крупных городах империи.
В июле 1898 года подал прошение на имя директора Рижского политехнического института. В январе 1899 года получил категорический отказ, подтверждённый департаментом полиции. В 1900 году, уступив настояниям матери, уехал учиться в Германию. После нескольких месяцев занятий в Лейпцигской торговой школе Пришвин перешёл в университет, куда его зачислили с 18 апреля 1901 года. В течение летнего семестра слушал лекции Геккеля в Йенском университете. Увлечённо читал книги по философии: «Пролегомены» Канта, «Этюды» Спинозы, «По ту сторону добра и зла» и особенно «Так говорил Заратустра» Фридриха Ницше. С увлечением занимался в лаборатории физикохимика и философа В. Д. Оствальда, будущего Нобелевского лауреата.
В 1902 году Пришвин познакомился со студенткой исторического факультета Сорбонны Варварой Измалковой. Трёхнедельный роман закончился разрывом и расставанием молодых людей. В своих дневниках Пришвин неоднократно возвращается к этому неудавшемуся роману, считая, что эта любовь к Измалковой, закончившаяся быстрым разрывом, стала источником его таланта писателя.
Весной 1902 года Пришвин получил диплом инженера-землеустроителя и вернулся на родину. Устроился помощником В. И. Филипьева, учёного-лесовода, составлявшего лесную энциклопедию.
В том же году работал агрономом на хуторе графа Бобринского, хуторе Балахонском в Богородицком уезде Тульской губернии. В 1904 году работал в вегетационной лаборатории Д. Н. Прянишникова в Петровской (ныне — Тимирязевской) академии. С 1905 года работал агрономом на опытной сельскохозяйственной станции «Заполье» (посёлок Володарское) и «Череменецкий монастырь», сотрудничал в журнале «Опытная агрономия», написал несколько книг и статей по агрономии: брошюру «Как удобрять поля и луга», «О разведении раков», монографию «Картофель в огородной и полевой культуре» объёмом 300 страниц, вышедшую в Санкт-Петербурге в 1908 году.
После увольнения в 1905 году с опытной станции начал работать корреспондентом в либеральных газетах «Русские ведомости», «Речь», «Утро России» и других.
В детском журнале «Родничок» в 11-м и 12-м номерах за 1906 год был напечатан первый рассказ 33-летнего Пришвина под названием «Сашок», в котором возникают темы, которым он будет привержен всю жизнь: единство неповторимо прекрасной природы и человека.
В 1907 году Пришвин стал корреспондентом газеты «Русские ведомости», одним из редакторов которой был его двоюродный брат И. Н. Игнатов.
Оставив профессию агронома, стал корреспондентом разных газет. Увлечение этнографией и фольклором привело к решению путешествовать по европейскому Северу. В 1906 году несколько месяцев Пришвин провёл в Выговском крае (окрестности Выгозера в Олонецкой губернии). Тридцать восемь народных сказок, записанных им тогда, вошли в сборник этнографа Н. Е. Ончукова «Северные сказки». На основе впечатлений от путешествия в Олонецкую губернию Пришвин создал в 1907 году книгу «В краю непуганых птиц: Очерки Выговского края», за которую был награждён серебряной медалью Русского географического общества.
В мае 1907 года Пришвин по рекам Сухоне и Северной Двине отправился в Архангельск. Затем он объехал берег Белого моря до Кандалакши, пересёк Кольский полуостров, побывал на Соловецких островах и в июле морем вернулся в Архангельск. После этого писатель на рыбацком судне отправился в путешествие по Северному Ледовитому океану и, побывав за Каниным Носом, прибыл на Мурман, где остановился в одном из рыбацких становищ. Затем на пароходе отправился в Норвегию и, обогнув Скандинавский полуостров, прибыл в Санкт-Петербург. В путешествии по Русскому Северу Пришвин знакомился с бытом и речью северян, записывал сказы и передавал их в форме своеобразных путевых очерков («За волшебным колобком», 1908).
Став известным в литературных кругах, сблизился с Ремизовым и Мережковским, а также с Максимом Горьким и А. Н. Толстым.
В 1908 году после путешествия в Заволжье была написана книга «У стен града невидимого».
В октябре 1909 года Пришвин стал действительным членом Санкт-Петербургского религиозно-философского общества.
Очерки «Адам и Ева» и «Чёрный араб» были написаны после поездки по Крыму и Казахстану. Максим Горький содействовал появлению первого собрания сочинений Пришвина в 1912—1914 годах.
В годы Первой мировой войны Пришвин был военным корреспондентом, печатал свои очерки в газетах. Дважды побывал на фронте: с 24 сентября по 18 октября 1914 года и с 15 февраля по 15 марта 1915 года.
В 1915 году навещал Горького в Нейвале Выборгского района.
С осени 1917 года до весны 1918 года Пришвин был членом редакции газеты партии эсеров «Воля народа», публиковал в ней антибольшевистские статьи. 31 октября 1917 года в газете «Воля народа» был напечатан очерк Пришвина о Ленине под красноречивым названием «Убивец!», в котором автор не только характеризует Ленина, но и, главное, освещает два ключевых момента Октябрьской революции. Во-первых, приводит множество негативных оценок происходящего с точки зрения представителей разных сословий, разрушая стереотип о якобы всенародной поддержке революции. Во-вторых, Пришвин раскрывает интеллигентско-дворянский, верхушечный характер большевистского переворота как авантюры, за которую его будет судить избранное народом Учредительное собрание. 2 января 1918 года писатель был арестован и до 17 января 1918 года находился в пересыльной тюрьме.
Он обнаруживает в большевизме те же методы насилия над народом, что и при царизме: «Можно теперь сказать так: старая государственная власть была делом зверя во имя Божие, новая власть является делом того же зверя во имя Человека. Насилие над обществом совершается в одинаковой мере, только меняются принципы, имена: на скрижалях было написано слово „Бог“, теперь „Человек“».
Пришвин вступил в полемику с А. Блоком по поводу примирения творческой интеллигенции с большевиками (последний выступил на стороне Советской власти). Спасаясь от повторного ареста, писатель в апреле 1918 года покинул Петроград и в унаследованном от матери небольшом имении под Ельцом занимался крестьянским трудом. Но осенью 1918 года имение было реквизировано по постановлению местного сельского Совета. После этого Пришвин работал библиотекарем в селе Рябинки, а затем учителем географии в бывшей Елецкой гимназии. Летом 1920 года писатель переехал на родину жены в Смоленскую губернию, где под городом Дорогобужем в селе Следово два года работал школьным учителем и одновременно работал в селе Алексино организатором Музея усадебного быта в бывшем имении купца Барышникова.
1919 год был труден для Пришвина и в личном плане. К 1919 году умерли почти все его родные: братья Александр (1911), Сергей (1917), Николай (1919), мать Мария Ивановна (1914), сестра Лидия (1919). В 1920 году благодаря личному участию Семашко и Луначарского Пришвин получил материальную поддержку от советского правительства и переехал в Алексино Смоленской губернии, и там устроился на работу учителем русской словесности и одновременно смотрителем музея усадебного быта в бывшем имении купца Барышникова.
В 1922 году Пришвин написал частично автобиографическую повесть «Мирская чаша» (первоначальное название — «Раб обезьяний»), но редактор журнала «Красная новь» А. Воронский отказался её печатать, откровенно сказав автору о невозможности провести такое сочинение через цензуру. Пришвин послал повесть на рецензию Л. Д. Троцкому, в сопроводительном письме выразив надежду на то, что «советская власть должна иметь мужество дать существование целомудренно-эстетической повести, хотя бы она и колола глаза». Однако Троцкий ответил так: «Признаю за вещью крупные художественные достоинства, но с политической точки зрения она сплошь контрреволюционна». В итоге повесть была напечатана лишь почти через 60 лет.
В 1923 году в московском издательстве «Круг» вышел первый сборник дореволюционных очерков писателя под общим названием «Чёрный араб».
В 1925 году вышел первый сборник рассказов для детей под названием «Матрёшка в картошке». Первая публикация в детском журнале «Мурзилка» состоялась в 1926 году — в 8-м номере был напечатан рассказ «Гаечки».
В конечном итоге Пришвин смирился с новой властью: по его мнению, колоссальные жертвы явились результатом чудовищного разгула низшего человеческого зла, что высвободила мировая война, но наступает время молодых, деятельных людей, дело которых — правое, хотя оно победит ещё очень не скоро.
Страстное увлечение охотой и краеведением (жил в Ельце, на Смоленщине, в Подмосковье) отразилось в написанной в 1920-е годы серии охотничьих и детских рассказов, которые впоследствии вошли в книгу «Календарь природы» (1935), прославившую его как повествователя о жизни природы, певца Средней полосы России. В эти же годы он продолжал работать над автобиографическим романом «Кащеева цепь», начатым в 1923 году, над которым трудился до последних дней.
Из Подмосковья писатель с семьёй приезжал в длительную творческую командировку в Переславль-Залесский. С апреля 1925 года по июль 1926-го ему было предоставлено жильё при «Петровском дворце» (на территории музея-усадьбы «Ботик Петра I»). Пришвин бродил по лесам, охотился, собирал сказки и предания, вёл дневники. Из этой работы родилась книга «Родники Берендея». Окрестности Плещеева озера стали для Пришвина мифическим «Берендеевым царством» — раем на земле, в котором достигнута гармония человека с природой. Жизнь на «Ботике» дала импульс и для петровской темы, позднее развёрнутой в романе «Осударева дорога». Здесь же накапливался и материал для повести «Мирская чаша».
Пришвин вступил в литературную группу «Перевал», не принимая непосредственного участия в её деятельности, и покинул её в 1930 году, когда группа подвергалась нападкам РАПП'а. РАПП подвергал суровой критике и творчество самого Пришвина, вплоть до того, что Пришвин подумывал о том, чтобы прекратить занятия литературой и вернуться к работе агронома. Нападки на писателя прекратились только после роспуска РАПП в 1932 году.
В 1930-е годы он обучался автоделу на Горьковском автозаводе и приобрёл фургон, на котором путешествовал по стране. Ласково называл фургон «Машенька». А в последние годы жизни имел автомобиль «Москвич-401», который представлен в его доме-музее. Любимыми автомобилями Пришвина были «ГАЗ-А» и «Москвич-400».
В начале 1930-х годов Пришвин побывал на Дальнем Востоке; в результате появилась книга «Дорогие звери», послужившая основой для повести «Жень-шень» («Корень жизни», 1933). О путешествии по Костромской и Ярославской земле написано в повести «Неодетая весна». В 1933 году писатель снова посетил Соловецкий лагерь (очерк «Соловки») и Выговский край, где строили Беломорско-Балтийский канал. На основе впечатлений этой поездки им был создан роман-сказка «Осударева дорога», который был опубликован уже после смерти писателя, в 1957 году.
На Первом съезде Союза писателей СССР (1934 год) был избран членом Правления.
В мае—июне 1935 года М. М. Пришвин совершил ещё одно путешествие на Русский Север вместе с сыном Петром. Поездом писатель добрался из Москвы до Вологды и плыл на пароходах по рекам Вологде, Сухоне и Северной Двине до Верхней Тоймы. От Верхней Тоймы на лошадях добрался до верхнепинежских селений Керга и Согра, затем на вёсельной лодке достиг устья Илеши, на лодке-осиновке проплыл вверх по Илеше и её притоку Коде. Из верховьев Коды, пешком по дремучему лесу вместе с проводниками писатель пошёл искать и нашёл «Берендееву чащу» — нетронутый топором лес. Вернувшись в Усть-Илешу, Пришвин спустился на лодке по Пинеге до села Карпогоры, а затем на пароходе добрался до Архангельска. После этой поездки на свет появились книга очерков «Берендеева чаща» («Северный лес») и повесть-сказка «Корабельная чаща», над которой М. Пришвин работал в последние годы жизни. Писатель писал о сказочном лесе: «Лес там — сосна за триста лет, дерево к дереву, там стяга не вырубишь! И такие ровные деревья, и такие чистые! Одно дерево срубить нельзя, прислонится к другому, а не упадёт».
В 1941 году Пришвин второй раз оказался на Переславской земле, приехав в эвакуацию в деревню Усолье Ярославской области (ныне — Купанское). Здесь он протестовал против вырубки леса вокруг деревни торфоразработчиками. Тогда писатель работал над третьей частью романа «Кащеева цепь», оставшейся незаконченной. А в хорошо знакомой ему усадьбе «Ботик» в войну разместился эвакуированный детский дом, и Пришвин создал трогательные «Рассказы о ленинградских детях».
В 1943 году писатель вернулся в Москву. В том же году в издательстве «Советский писатель» была выпущена отдельным изданием книга «Лесная капель» (первая часть под названием «Фацелия»), печатание которой ещё в 1940 году было прервано цензурой как «несвоевременное».
Ни одно из крупных произведений писателя, над которыми он работал в 1940-е годы, не было опубликовано при его жизни в значительной степени по цензурным соображениям. Написанные в Усолье «Повесть нашего времени» и «Рассказы о ленинградских детях» публиковались фрагментарно («Повесть нашего времени» в виде любовной линии повести под названием «Милочка»), роман «Осударева дорога», над которым он работал ещё с конца 1930-х годов, претерпел многочисленные переработки по требованиям редакторов и был издан только посмертно в первоначальной редакции (при жизни публиковался только фрагмент «Падун»). Повесть-сказку «Корабельная чаща» и книгу дневниковых миниатюр «Глаза земли» он не успел увидеть напечатанными по сугубо «техническим» соображениям (работал над ними и романом «Кащеева цепь» в буквальном смысле до конца жизни). Итоговым стало шеститомное собрание сочинений писателя 1956—1957 годов, два последних тома которого целиком были заняты неопубликованными при жизни произведениями.
В 1945 году М. М. Пришвин написал сказку-быль «Кладовая солнца». Действие происходит в окрестностях Усолья — на Блудовом болоте. В обоих произведениях увековечены знакомцы писателя из местных жителей: и дети, и взрослые.
В 1946 году писатель купил дом в деревне Дунино Звенигородского района Московской области, в котором жил в летний период в 1946—1953 годах.
Последние полгода писатель был болен раком желудка. Скончался Михаил Михайлович Пришвин в 2 часа ночи 16 января 1954 года, в день знакомства со своей любимой. Похоронен на Введенском кладбище (18 участок). Скульптор С. Т. Конёнков, друг Пришвина, в короткий срок создал надмогильный памятник, в котором заключена идея бессмертия писателя. Птица Сирин — символ счастья. «Каждая строчка Пришвина вечно будет дарить людям счастье», — так думал Конёнков, высекая из камня памятник.

### Семья
Жил фактическим браком со смоленской крестьянкой Ефросиньей Павловной (1883—1953, урождённой Бадыкиной, в первом браке — Смогалёвой). Гражданский брак оформили, когда сыновья сдали выпускные экзамены в школе. В дневниках Пришвин часто называл её Фросей или Павловной. Помимо её сына от первого брака Якова (погиб на фронте в 1919 году в Гражданскую войну), у них было ещё четверо сыновей: Сергей (умер младенцем в 1905 году), Лев (1906—1957) — популярный беллетрист своего времени, писавший под псевдонимом Алпатов, участник литературной группы «Перевал», фотограф, Пётр (1909—1987) — охотовед, до 1949 года работал зоотехником в зверосовхозе «Пушкинский», автор мемуаров (изданы к 100-летию со дня его рождения, в 2009 году), Михаил (умер младенцем в 1919 году).
В 1940 году 67-летний М. М. Пришвин женился на 41-летней Валерии Дмитриевне Лиорко (Лебедевой) (1899—1979), которая пришла к нему в качестве литературного секретаря. В 1924 году, уступив настойчивым просьбам матери, В. Д. Лиорко вышла замуж за Н. Н. Вознесенского, профессора Менделеевского института, намного старше неё. После смерти Вознесенского в 1929 году обвенчалась с А. В. Лебедевым, с которым окончательно рассталась весной 1938 года. Выйдя замуж за М. М. Пришвина, прожила с писателем счастливо до его кончины, ровно 14 лет. После смерти Пришвина работала с его архивами, написала о нём несколько книг, готовила два посмертных собрания сочинений писателя, многие годы возглавляла музей Пришвина, существовавший в эти годы (1954—1979) на общественных началах.

## Творчество
Почти все произведения Пришвина, опубликованные при жизни, посвящены описаниям собственных впечатлений от встреч с природой; описания эти отличаются необычайной красотой языка. Константин Паустовский называл его «певцом русской природы», Максим Горький говорил, что Пришвин обладал «совершенным умением придавать гибким сочетанием простых слов почти физическую ощутимость всему».

Сам Пришвин своей главной книгой считал «Дневники», которые он вёл в течение почти полувека (1905—1954) и объём которых в несколько раз больше самого полного, 8-томного собрания его сочинений 1982 года (в этом собрании сочинений два последних тома содержат дневники писателя, но не все). Полностью были опубликованы во второй половине 1980-х годов. Дневники позволяют по-другому взглянуть на М. М. Пришвина и на его творчество. Постоянная духовная работа, путь писателя к внутренней свободе подробно и ярко прослеживается в его богатых наблюдениями дневниках («Глаза земли», 1957; собрание сочинений 1982 года, полностью опубликованные в 1990-х годах), где, в частности, дана картина процесса «раскрестьянивания» России и негативных явлений советской действительности; выражено гуманистическое стремление писателя утвердить «святость жизни» как высшую ценность. 
 Уже по 8-томному изданию (1982—1986), где два тома целиком посвящены дневникам писателя, можно получить достаточное впечатление о напряжённой духовной работе писателя, его непредвзятым мнениям о современной ему жизни, размышления о смерти, о том, что останется после него на земле, о вечной жизни.
Писатель и филолог, биограф Пришвина А. Н. Варламов назвал его дневниковые записи «великим Дневником» и написал, что это «книга с самым широким содержанием, рассчитанная на будущее прочтение… Дневник представлял собой некую параллельную его собственно художественным текстам литературу и находился с последней в постоянном диалоге».

## Увлечение фотографией
Уже первую книгу — «В краю непуганых птиц» — Пришвин иллюстрировал своими фотографиями, сделанными в 1906 году во время похода по Северу с помощью принадлежащего попутчику громоздкого фотоаппарата.
В 1920-е годы писатель начал серьёзно изучать технику фотографирования, считая, что использование фотографий в тексте поможет дополнить авторский словесный образ авторским же зрительным образом: «К моему несовершенному словесному искусству я прибавлю фотографическое изобретательство». В его дневнике появились записи о заказе в 1929 году в Германии карманного фотоаппарата Leica. В библиотеке дунинского дома сохранились две книги с многочисленными пометками писателя — «Фоторецептура и фотосправочник» (Евдокимов Б. А. — Ленинград, 1928) и «Фотографическая практика» (1931, на немецком языке).
Пришвин писал: «Светопись, или как принято называть, фотография, тем отличается от больших искусств, что постоянно обрывает желанное, как невозможное и оставляет скромный намек на сложный, оставшийся в душе художника план, и ещё, самое главное, некоторую надежду на то, что когда-нибудь сама жизнь в своих изначальных истоках прекрасного будет „сфотографирована“ и достанется всем „мои видения реального мира“».
Писатель довёл до автоматизма все приёмы моментальной съёмки, записанные для памяти в дневнике:
надеть пенсне на шнурке — выдвинуть объектив — установить глубину резкости и выдержку («скорость») — настроить фокус «движением безымянного пальца» — взвести — сбросить пенсне и нажать спуск — надеть пенсне — записать условия съёмки и т. д.
Пришвин писал, что с тех пор, как завёл фотокамеру, он стал «фотографически думать», называл себя «художником света» и до того увлекся охотой с камерой, что не мог дождаться когда наступит «опять светозарное утро».
Работая над циклами «фотозаписей» «Паутинки», «Капли», «Почки», «Весна света», он делал снимки крупными планами при разных освещённости и ракурсах, сопровождая каждую фотографию комментариями. Оценивая получившиеся визуальные образы, Пришвин записал в дневнике 26 сентября 1930 года: «Конечно, настоящий фотограф снял бы лучше меня, но настоящему специалисту и в голову никогда не придет смотреть на то, что я снимаю: он это никогда не увидит».
Писатель не ограничивался съёмками на природе. В 1930 году он сделал серию фотоснимков об уничтожении колоколов Троице-Сергиевой лавры.
В ноябре 1930 года Пришвин заключил договор с издательством «Молодая Гвардия» на книгу «Охота с камерой», в которой фотография должна была играть главную роль, и обратился в Наркомторг СССР с заявлением: «Ввиду того, что в настоящее время в общем порядке нельзя получить разрешение на ввоз фотокамеры из Германии, я обращаю Ваше внимание на особенное обстоятельство моей литературной работы в настоящее время и прошу сделать мне исключение в деле получения безвалютной лицензии на получение камеры… На мои фото-работы обратили внимание заграницей, и редакция Die Grüne Post, в охотничьем отделе которой я сотрудничаю, готова предоставить мне самый совершенный аппарат Лейка с тремя переменными объективами. В таком аппарате я тем более нуждаюсь, что мой аппарат от усиленной работы пришёл в совершенную негодность…» Разрешение было дано и 1 января 1931 года желанная камера с многочисленными принадлежностями была у Пришвина.
В годы Великой Отечественной войны Пришвин ходил по окрестным деревням, снимал детей и женщин для посылки фотографий на фронт мужьям и отцам.
Более четверти века Пришвин не расставался с фотоаппаратами. В архиве писателя сохранилось более двух тысяч негативов. В его мемориальном кабинете в Дунине — всё необходимое для домашней фотолаборатории: набор объективов, увеличитель, кюветы для проявителя и закрепителя, рамки для обрезки фотографий.
Знание и опыт фотоработы нашли своё отражение в некоторых сокровенных мыслях писателя, который 22 июля 1929 года записал в дневнике: «Наша республика похожа на фотографическую тёмную комнату, в которую не пропускают ни одного луча со стороны, а внутри всё освещено красным фонариком».
Пришвин не надеялся обнародовать при жизни большинство из своих снимков. Негативы хранились в отдельных конвертиках, склеенных писателем собственноручно из папиросной бумаги, в коробках из-под конфет и сигарет. После смерти писателя его вдова Валерия Дмитриевна сохранила негативы вместе с дневниками.

## Музыка в жизни Пришвина
Писатель с детства был очень музыкален и в юности играл на мандолине. Существует известная фотография, запечатлевшая его в молодости с мандолиной в руках и гимназического друга, будущего наркома здравоохранения Н. А. Семашко с гитарой. «По моему, — писал Пришвин, — гений человека не огонь похитил с неба, а музыку и направил её вначале к облегчению труда, а потом и самый труд, на который распространяется музыкальный ритм, сделал через это наслаждением».
В начале XX века студент философского факультета Лейпцигского университета Михаил Пришвин пережил сильнейшее увлечение музыкой композитора Рихарда Вагнера. Опера «Тангейзер» настолько потрясла молодого Пришвина титанической борьбой страсти и самоотречения, что за два года он прослушал её 37 раз.
Среди музыкантов у Пришвина было много истинных друзей и почитателей. Ф. И. Шаляпин 12 апреля 1912 года писал Максиму Горькому: «Хорошо пахнет русская песенка-то, ой, как хорошо, да и цвет (если можно так сказать) у неё — тёплый, яркий и неувядаемый. И Пришвин-то!..Как писано „Озеро крутоярое“, а? — захлёбывался! Чудесно!». Сам писатель несколько раз встречался с великим певцом. Особенно ему запомнилась встреча с Шаляпиным в ночь под Новый 1915 год. «Горький спросил меня после, какое моё впечатление от Шаляпина, — вспоминал Пришвин. — Я ответил, что бога видел, нашего какого-то, может быть, полевого или лесного, но подлинного русского бога». Пришвин часто вспоминал Фёдора Шаляпина. 13 апреля 1953 года он записал в дневнике: «Передавали Шаляпина по скверным пластинкам, но я всё-таки о нём то самое, что думаю всегда. Он мне является чудом, утверждающим мою любовь в родине и веру в себя».
В 1930-х годах, поселившись в Москве, Пришвин вновь получает возможность приобщиться к классической музыке. Он слушает в консерватории Брамса, Вагнера, Шопена, Листа и особенно Бетховена. Он пишет: «Начинаю чаще и чаще уходить в музыку: вот область, куда можно уходить, уезжать, путешествовать там без ограничений от грубого вмешательства нового в старое». В Дневниках за 4 ноября 1943 года есть такая запись: «На 8-й симфонии Шостаковича… Сам Шостакович маленький человечек, издали, будто гимназист 6 класса, капризное дитя современности, вместивший в себя весь ад жизни с мечтой о выходе в рай. Но то ли будет, когда люди пробудятся! Публике, кажется, симфония не очень понравилась, может быть, ещё не разобралась и была в недоумении».
В 1949 году в квартире Пришвина в Лаврушинском переулке появился великолепный рояль фирмы Исбах, который он приобрёл для жены Валерии Дмитриевны. На нём часто играл замечательный дирижёр Евгений Мравинский, с которым у М. М. Пришвина была настоящая дружба. Приезжая в Москву, Мравинский обязательно заходил к писателю в гости. Сам же Пришвин не посещал концерты друга, только если был болен. В своё последнее посещение накануне смерти писателя Мравинский не играл на рояле, а вместе со своим другом слушал его голос, записанный на пластинке.

## Награды
- Малая серебряная медаль РГО (1907)
- орден Трудового Красного Знамени (05.02.1943) — за выдающиеся заслуги в области художественной литературы, в связи с 70-летием со дня рождения
- орден «Знак Почёта» (31.01.1939)
- медали

## Оценки современников
Какой крупный художник, а сколько в нём мелкого и смешного!— В. В. Вересаев. Невыдуманные рассказы о прошлом

## Память
В честь писателя названы:
- Почтовая марка СССР, 1973 годастероид (9539) Пришвин, открытый астрономом Людмилой Карачкиной в Крымской астрофизической обсерватории 21 октября 1982 года;
- пик Пришвина (43°46,35′ с. ш. 40°15′ в. д.HGЯO) высотой 2782 м в отрогах Главного Кавказского хребта и близлежащее горное озеро;
- мыс Пришвина на восточной оконечности острова Итуруп в Курильской гряде[36];
- улицы Пришвина в Москве (1974) и многих других городах России и Украины.
- Школе МБОУ СШ № 1 в городе Ельце присвоено имя М. М. Пришвина (школа находится в здании гимназии, в которой будущий писатель учился).
- В конце 1970-х годов один из контейнеровозов Дальневосточного морского пароходства носил имя М. М. Пришвина.
- 4 февраля 2015 года, в день рождения Пришвина, в парке «Скитские пруды» города Сергиева Посада был открыт памятник писателю[37].
- 2 сентября 1981 года решением Совета министров РСФСР имя М. М. Пришвина было присвоено Орловской областной детской библиотеке.
- В 2004 году учреждена областная литературная премия имени Михаила Пришвина с целью поощрения литературного творчества граждан Подмосковья (постановление от 04.03.2004 № 30-ПГ «Об учреждении областной литературной премии имени М. М. Пришвина»).
- В 1973 году Почта СССР выпустила почтовую марку с портретом М. М. Пришвина.

- В 2023 году Банк России выпустил памятную монету из серии «Выдающиеся личности России» к 150-летию со дня рождения писателя[38].

- Могила Пришвина на Введенском кладбище Москвы
- Плита на могиле Пришвина на Введенском кладбище Москвы

### Основные произведения
- В краю непуганых птиц
- За волшебным колобком
- У стен града невидимого
- Никон Староколенный
- Заворошка. Отклики жизни
- Кащеева цепь
- Мирская чаша
- Охота за счастьем
- Журавлиная родина
- Календарь природы
- Жень-шень
- Серая Сова
- Неодетая весна
- Берендеева чаща
- Лесная капель
- Повесть нашего времени
- Кладовая солнца
- Осударева дорога
- Корабельная чаща
- Натаска Ромки
- Глаза земли
- Дневники М. М. Пришвина

### Основные издания
- Пришвин М. М. Собрание сочинений. Т. 1—3. СПб.: Знание, 1912—1914
- Пришвин М. М. Колобок: [По крайнему северу России и Норвегии] / Рисунки А. Могилевского. — М.: Л. Д. Френкель, 1923. — 256 с.
- Пришвин М. М. Собрание сочинений. Т. 1—4. М.: Гослитиздат, 1935—1939
- Пришвин М. М. Избранные произведения в двух томах. М.: Гослитиздат, 1951—1952
- Пришвин М. М. Собрание сочинений в 6 томах. М.: Государственное издательство художественной литературы, 1956
- Пришвин М. М. Собрание сочинений в восьми томах. М.: Художественная литература, 1982—1986.
- Пришвин М. М. Избрани творби / Преведе Пелин Велков. — София: Нар. кооп. изд-во, 1946. — 367 с.
- Пришвин М. М. Из животињского света. — Београд: Просвета, 1946. — 32 с.: ил. — (Дечја мала књига. Коло 2 / Уредник Љубиша Стојков и Ћ.).
- Пришвин М. М. Слънчева съкровищница: Истинска случка. — София: Септемврийче, 1947. — 55 с.
- Пришвин М. М. У царству дедице Мазаjа / Превод М. Цветановића. — Београд: Нопок, 1947. — 119 с.
- Mikhail Prishvin. The Black Arab, and other stories / Transl. form the Russ. by David Magarshack. — London: Hutchinson international authors, 1947. — 286 p.;
- Пришвин М. М. В страната на дядо Мазай. — София: Народна младеж, 1948. — 101 с.: ил. — (Масова юношеска библиотека).
- Michail Prišvin. Ostrov spázy / Prel. Miroslav Juran; Graficky upravil Viliam Weisskopf. — Bratislava: Tatran, 1950. — 126 с.
- Michail Prišvin. Kořen života / Přel. Olga a Pavel Bojarovi. — Praha: Svět Sovětů, 1951. — 120 с.
- M. Prişvin. Miere dincolo de cercul polar. — Bucureşti: Cartea rusă, 1952. — 42 с. — (Colecţia Arlus).
- Michał Priszwin. Szumi zieleń / Przeł. Adam Bien. — Warszawa: Ludowa spółdzielnia wyd-cza, 1952. — 185 с.
- Michał Priszwin. Z księgi przyrody: Il. wg. oryg. / Przeł. Adam Bien. — Warszawa: Ludowa spółdzielnia wyd-cza, 1952. — 292 с.
- Michail Prisjvin. Livets rot / Översättning av Cecilia Borelius. — Stockholm: Tiden, 1956. — 127 с. — (Ryska klassiker / Utgivna i samarbete med Ryska inst. vid Stockholms högskola. Urval och red.: docent Nils Åke Nilsson).
- Mikhail Prishvin. Shiptimber grove / Transl. by David Fry. — London: Lawrence & Wishart, 1957. — 192 p. — (Library of contemporary Soviet novels)
- M. Prishvin. Depua e diellit / E përkth.: Hamit Kokalari. — Tiranë: N. sh. botimeve «Naim Frashëri», 1959. — 64 с.
- M. M. Prisvin. A hatalom útja: Meseregény / Ford. Szócs Ráchel. — Budapest: Európa könyvkiadó, 1961. — 231 с.
- Michail Prischwin. Nordwald-Legende / Deutsch von Gottfried J. Wojtek. — 2. Aufl. — Berlin: Kultur und Fortschritt, 1961. — 265 с.
- Michał Priszwin. Lańcuch Kościeja / Przeł. Władysław Broniewski. Księga 1. — Warszawa: Czytelnik, 1962. — 365 с.
- Michał Priszwin. Lańcuch Kościeja / Przeł. Władysław Broniewski. Księga 2. — Warszawa: Czytelnik, 1962. — 472 с.
- Michail Prischwin. Die Kette des Kastschej: Roman / Deutsch von Hartmut Herboth. — Berlin: Kultur und Fortschritt, 1963. — 562 с.
- Пришвин М. М. Очите на земята / Прев. от рус.: Иванка Васева. — София: Народна култура, 1965. — 472 с.
- Mixail Mixailoviç Prişvin. Seçilmiş əsərlər / [rus dilindən tərc. ed. Zahid Sarıtorpaq]. — Bakı: Şərq-Qərb, 2007. — 159 с.

## Экранизации[39]
- 1935 — «Хижина старого Лувена» (фильм не сохранился)
- 1978 — «Ветер странствий»